# 科平賽島

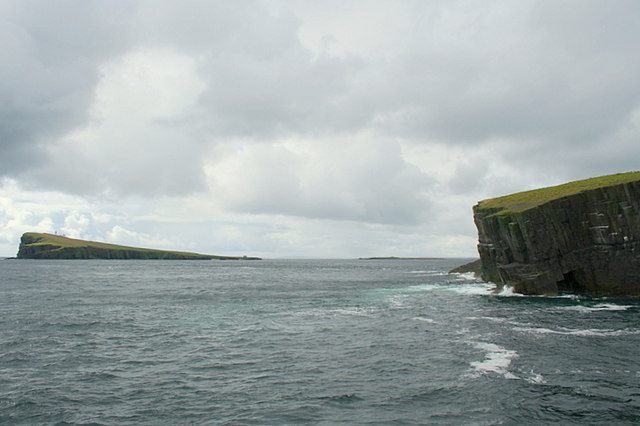

科平賽島是蘇格蘭的島嶼，位於梅恩蘭島以東的大西洋海域，屬於奧克尼群島的一部分，面積0.73平方公里，最高點海拔高度64米，島上無人居住。
58°54′N 2°40′W / 58.900°N 2.667°W